# Habban (Yémen)
Pour les articles homonymes, voir Habban.
Habban (ou Habbân) est une ville du  sud du Yémen, chef lieu d'un district du gouvernorat de Chabwa. Habban est située à l'intérieur des terres, au bord du Waddi Habbân, à environ 75 km du golfe d'Aden.
Cette ancienne capitale du Sultanat Wahidi de Habban a perdu en 1949 la quasi-totalité de ses orfèvres juifs.
Le dépeuplement continue, en raison de la sécheresse.
De remarquables maisons attestent de la grandeur passée de cet ancien centre commercial et industriel.